# لورا مولينا
لورا مولينا (11 ديسمبر 1986 - ) (بالإسبانية: Laura Molina)‏ هي لاعبة كرة طائرة السلفادور. شاركت في دورة الألعاب الأمريكية 2015.

## وصلات خارجية
- لورا مولينا على موقع الاتحاد الدولي beach volleyball database (الإنجليزية)
- لورا مولينا على موقع قاعدة بيانات الكرة الطائرة الشاطئية (الإنجليزية)